# Libertador (Mérida)

Mapa do município de Libertador, Mérida (Venezuela)

Libertador é um município da Venezuela localizado no estado de Mérida.
A capital do município é a cidade de Mérida.